# Tintern
Tintern (walesiska: Tyndyrn) är en ort i Storbritannien.   Den ligger i kommunen Monmouthshire och riksdelen Wales, i den södra delen av landet, 180 km väster om huvudstaden London. Tintern ligger 57 meter över havet och antalet invånare är 750.
Terrängen runt Tintern är kuperad västerut, men österut är den platt. Runt Tintern är det ganska tätbefolkat, med 185 invånare per kvadratkilometer. Närmaste större samhälle är Chepstow, 6,2 km söder om Tintern. Trakten runt Tintern består i huvudsak av gräsmarker.